# District de Maikkula
Le district de Maikkula (en finnois : Maikkulan suuralue) est un district  de la ville d'Oulu en Finlande. 

## Description
Le district compte 8 673 habitants (31.12.2018)
.